# Staffan Tapper
Staffan Tapper (10 de julho de 1948) é um ex-futebolista sueco que atuava como meio-campo.

## Carreira
Tapper competiu na Copa do Mundo FIFA de 1974, sediada na Alemanha, na qual a seleção de seu país terminou na quinta colocação dentre os 16 participantes.